# Saudoy
Saudoy ist eine französische Gemeinde mit 392 Einwohnern (Stand 1. Januar 2022) im Département Marne in der Region Grand Est (vor 2016 Champagne-Ardenne). Sie gehört zum Arrondissement Épernay und zum Kanton Sézanne-Brie et Champagne.

## Geografie
Saudoy liegt etwa 96 Kilometer östlich des Pariser Stadtzentrums. Umgeben wird Saudoy von den Nachbargemeinden Vindey im Norden, Chichey im Osten, Queudes im Südosten, Barbonne-Fayel im Süden sowie Le Meix-Saint-Epoing im Westen und Nordwesten.

## Bevölkerungsentwicklung
| Jahr                       | 1962 | 1968 | 1975 | 1982 | 1990 | 1999 | 2006 | 2011 | 2018 |
| -------------------------- | ---- | ---- | ---- | ---- | ---- | ---- | ---- | ---- | ---- |
| Einwohner                  | 327  | 299  | 299  | 314  | 328  | 315  | 334  | 368  | 377  |
| Quellen: Cassini und INSEE |      |      |      |      |      |      |      |      |      |

## Sehenswürdigkeiten

Kirche Saint-Martin

- Kirche Saint-Martin